# Keiko Nobumoto
Keiko Nobumoto (信本敬子, Nobumoto Keiko), née le 13 mars 1964 à Hokkaidō et morte le 1er décembre 2021, est une scénariste japonaise. Elle est connue pour avoir écrit le scénario de Cowboy Bebop et de Wolf's Rain.

## Filmographie
- Wolf's Rain (créatrice, scénariste et autrice de l'adaptation en manga)
- Tokyo Godfathers (scénariste)
- Cowboy Bebop (scénariste)
- Cowboy Bebop, le film (scénariste)
- Macross Plus (scénariste)
- World Apartment Horror (scénariste)
- Tobé! Kujira no Peek (scénariste)
- Samurai Champloo (scénariste, épisode 16)
- Space Dandy (scénariste)
- Lazarus (coopération à la planification)

## Téléfilms
- Bakkenrekodo wo Koete (Fuji TV / 2013)

## Jeux vidéo
- Kingdom Hearts (scénariste)